# Monneren
Monneren (fràncic lorenès Monner) és un municipi francès situat al departament del Mosel·la i a la regió del Gran Est. L'any 2007 tenia 405 habitants.

## Demografia

### Població
El 2007 la població de fet de Monneren era de 405 persones. Hi havia 127 famílies, de les quals 20 eren unipersonals (8 homes vivint sols i 12 dones vivint soles), 29 parelles sense fills, 70 parelles amb fills i 8 famílies monoparentals amb fills.
La població ha evolucionat segons el següent gràfic:
Habitants censats

### Habitatges
El 2007 hi havia 162 habitatges, 130 eren l'habitatge principal de la família, 8 eren segones residències i 23 estaven desocupats. 160 eren cases i 2 eren apartaments. Dels 130 habitatges principals, 121 estaven ocupats pels seus propietaris, 6 estaven llogats i ocupats pels llogaters i 3 estaven cedits a títol gratuït; 9 tenien tres cambres, 15 en tenien quatre i 106 en tenien cinc o més. 116 habitatges disposaven pel capbaix d'una plaça de pàrquing. A 38 habitatges hi havia un automòbil i a 80 n'hi havia dos o més.

### Piràmide de població
La piràmide de població per edats i sexe el 2009 era:
| Homes | Edats   | Dones |
| ----- | ------- | ----- |
| 0     | 95 o +  | 0     |
| 0     | 90 a 94 | 0     |
| 4     | 85 a 89 | 8     |
| 0     | 80 a 84 | 0     |
| 8     | 75 a 79 | 20    |
| 8     | 70 a 74 | 4     |
| 4     | 65 a 69 | 8     |
| 0     | 60 a 64 | 8     |
| 4     | 55 a 59 | 4     |
| 12    | 50 a 54 | 0     |
| 16    | 45 a 49 | 8     |
| 20    | 40 a 44 | 12    |
| 8     | 35 a 39 | 8     |
| 12    | 30 a 34 | 4     |
| 8     | 25 a 29 | 16    |
| 16    | 20 a 24 | 4     |
| 8     | 15 a 19 | 12    |
| 4     | 10 a 14 | 20    |
| 20    | 5 a 9   | 8     |
| 4     | 0 a 4   | 0     |

## Economia
El 2007 la població en edat de treballar era de 255 persones, 181 eren actives i 74 eren inactives. De les 181 persones actives 164 estaven ocupades (99 homes i 65 dones) i 17 estaven aturades (11 homes i 6 dones). De les 74 persones inactives 18 estaven jubilades, 24 estaven estudiant i 32 estaven classificades com a «altres inactius».

### Ingressos
El 2009 a Monneren hi havia 126 unitats fiscals que integraven 397 persones, la mediana anual d'ingressos fiscals per persona era de 17.519 €.

### Activitats econòmiques
Dels 9 establiments que hi havia el 2007, 1 era d'una empresa extractiva, 1 d'una empresa alimentària, 1 d'una empresa de fabricació d'altres productes industrials, 1 d'una empresa de construcció, 1 d'una empresa de comerç i reparació d'automòbils, 1 d'una empresa de serveis i 3 d'entitats de l'administració pública.
L'únic servei als particulars que hi havia el 2009 era un guixaire pintor.
L'únic establiment comercial que hi havia el 2009 era una fleca.
L'any 2000 a Monneren hi havia 11 explotacions agrícoles.

## Equipaments sanitaris i escolars
El 2009 hi havia una escola elemental.

## Poblacions més properes
El següent diagrama mostra les poblacions més properes.